# XLB-3轟炸機
Keystone XLB-3是一款由基斯通飛機公司於1920年代末期開發的雙翼轟炸原型機。該機是LB-1轟炸機的雙引擎版本。

## 發展
LB-3只有1架原型機，並於1927年底交付美國陸軍航空兵團進行評估。然而，評估表明性能實際上不如單引擎的LB-1。基斯通因此決定將XLB-3 的風冷倒置Liberty發動機改為星型引擎，此時它被重新命名為 XLB-3A。由於性能仍不令人滿意，開發被放棄，轉而採用LB-5轟炸機。

## 型號
- XLB-3 –原型機，配備Allison VG-1410（英语：Liberty L-12）風冷12缸發動機，共1架
- XLB-3A –使用普惠R-1340發動機的版本，共1架由XLB-3改裝而來

### 註記
1. ↑  Taylor 1989, p. 559.

### 書目
- Taylor, Michael J. H. Jane's Encyclopedia of Aviation. London: Studio Editions, 1989.
- World Aircraft Information Files. London: Bright Star Publishing, File 899, Sheet 09.

## 外部連結
- National Museum of the USAF XLB-3 fact sheet
- National Museum of the USAF XLB-3A fact sheet
- American Bombing Aircraft